# Parmularia
Parmularia Lév. – rodzaj grzybów z rodziny Parmulariaceae. Ze względu na współżycie z glonami zaliczany jest do grupy porostów.

## Systematyka i nazewnictwo
Pozycja w klasyfikacji według Index Fungorum: Parmulariaceae, Asterinales, Dothideomycetidae, Dothideomycetes, Pezizomycotina, Ascomycota, Fungi.
Synonimy: Clypeum Massee, Pycnographa Müll. Arg., Schneepia Speg..

## Niektóre gatunki
- Parmularia alphoplaca (Wahlenb.) Räsänen 1939
- Parmularia brouardii B. de Lesd. 1942,
- Parmularia cartilaginea (Ach.) Räsänen 1939
- Parmularia demissa (Flot.) Croz. 1924 – tzw. jaskrawiec misecznicowy, misecznica zaniedbana
- Parmularia dimorphospora Maire 1908
- Parmularia laatokkensis Räsänen 1939
- Parmularia melanophthalma (DC.) Räsänen 1939 – tzw. przypłaszczka czepna, misecznica czepna
- Parmularia miconiae Inácio & P.F. Cannon 2008
- Parmularia novomexicana B. de Lesd. 1932
- Parmularia peltata (Massee) Lindau 1897
- Parmularia porteae Bat. 1951
- Parmularia radians (Müll. Arg.) Inácio & P.F. Cannon 2008
- Parmularia sbarbaronis B. de Lesd. 1932
- Parmularia styracis Lév. 1846
- Parmularia uleana Henn. 1898
- Parmularia vulcanicola B. de Lesd. 1933

Nazwy naukowe na podstawie Index Fungorum. Uwzględniono tylko taksony zweryfikowane. Nazwy polskie według W. Fałtynowicza.